# Micha denkt groß
Micha denkt groß ist eine deutsche Filmkomödie von Lars Jessen und Jan Georg Schütte aus dem Jahr 2024. Der Film wurde am 30. Juni 2024 auf dem Filmfest München uraufgeführt und am 1. November 2024 erstmals im Fernsehprogramm des Ersten ausgestrahlt.

## Handlung
Micha kehrt in sein Heimatdorf Schappleben nach Sachsen-Anhalt zurück. Vor einigen Jahren hat er mit dem ersten Smartphone-Spiel viel Geld gemacht, jetzt möchte er das alte Hotel der Eltern in ein großes Wellness-Resort umwandeln. Physiotherapeutin Tina verspricht er schon einmal lukrative Verdienstmöglichkeiten. Doch nicht alle im Dorf sind angetan von Michas Plänen. Als dann plötzlich kein Wasser mehr im Brunnen ist und die kleine Dorfgemeinschaft auf dem Trockenen sitzt, muss zunächst erst einmal dieses Problem gelöst werden. Michas Freundin Jenny ergreift aufgrund der Situation die Flucht nach Berlin, von Bürgermeisterin Moni ist bis auf gutes Zureden auch keine Lösung zu erwarten.
Micha versucht, die anderen dafür zu gewinnen, in einen neuen Brunnen zu investieren, doch letztlich steuern nur Tina und ihr Bruder Jonas etwas bei. Die Freude über das sprudelnde Wasser währt nur kurz, denn auch Landwirt Hermann und Verschwörungstheoretiker Bernd haben einen Brunnen gebaut, wodurch sich beide Parteien gegenseitig das Wasser wegpumpen. Durch eine weitere Investition gewinnt Micha schließlich die Oberhand über das Wasser. Doch selbst damit kann er Jenny, die Micha gern wieder in Berlin hätte, nicht aufs Land zurücklocken. Durch den Brunnenbau gab es seit einem halben Jahr keinerlei Fortschritt beim Wellness-Resort. Jenny bricht wieder nach Berlin auf.
Eine Trockenperiode im neuen Jahr verschlimmert die Lage im Dorf. Micha hängt depressiv vor dem Fernseher, Tina wirft ihm Untätigkeit und leeres Gerede vor, sie verlangt ihr investiertes Geld zurück und sagt, er solle verschwinden. Hermann, den Bernd gerade vorm Suizid bewahren konnte, schlägt Micha auf der Straße ins Gesicht. Um ihn zu verarzten, geht die Dorfgemeinschaft in Michas Haus. Dort sagt Monis Assistent den anderen, dass sie für die missliche Situation mit ihrem Gelaber und Gestreite selbst verantwortlich seien und sie nichts daraus lernten. Micha bietet den anderen ein Bier an, sie sprechen sich aus und entschuldigen sich beieinander und beschließen, ihre Zukunft ab jetzt gemeinsam zu gestalten.

## Produktionsnotizen
Gedreht wurde der Film in der Zeit vom 17. September 2023 bis zum 18. Dezember 2023 in Sachsen-Anhalt. Drehorte befanden sich im Salzwedeler Ortsteil Amt Dambeck, insbesondere im Kloster Dambeck. Der Ort Schappleben, wie das Dorf im Film heißt, ist ein fiktiver Ort.

## Rezeption

### Kritiken
Das Lexikon des internationalen Films gibt dem Film insgesamt 3 von 5 Sternen und beschreibt ihn als „[e]ine vom improvisierten Schauspiel und der differenzierten Gestaltung der Charaktere lebende Komödie. Das zunehmend hoffnungs- und richtungslose Treiben der Einwohnerschaft verdichtet sich zum zeitgemäßen Dorfschwank über Zusammenhalt und Egoismus, Argwohn und Vertrauen“.
Oliver Armknecht bewertet den Film bei film-rezensionen.de mit insgesamt 7 von 10 Punkten.
Martina Kalweit gibt dem Film in ihrer Kritik bei tittelbach.tv insgesamt 5 von 6 Sternen.

## Auszeichnungen & Nominierungen
Bernd Burgemeister Fernsehpreis 2024
- Auszeichnung für den besten Fernsehfilm